# Římskokatolická farnost Vimperk
Římskokatolická farnost Vimperk je územním společenstvím římských katolíků v rámci prachatického vikariátu českobudějovické diecéze. Farnost je také centrem většího farního obvodu, z něhož jsou excurrendo spravovány farnosti Horní Vltavice, Stachy, Svatá Maří, Šumavské Hoštice, Vacov a Zdíkovec.

## O farnosti

### Historie
V roce 1384 byla ve Vimperku zřízena plebánie při kostele Navštívení Panny Marie, který byl postaven roku 1365. Roku 1500 byla ke kostelu přistavěna kaple, zasvěcená svaté Anně. V roce 1883 či 1885 byla místní farnost povýšena na děkanství. Roku 1912 byl na hřbitově postaven kostelík Nejsvětějšího Srdce Ježíšova. V letech 1790–1938 existovalo Vimperské arcikněžství, v letech 1857–1961 pak také Vimperský vikariát. Poslední zásadní rekonstrukce farního kostela proběhla v 70. letech 20. století.

### Současnost
Od 1. ledna 2020 je farnost Vimperk právním i faktickým nástupcem zrušených farností Korkusova Huť, Kvilda, Nové Hutě a Knížecí Pláně.
| Fotografie | Kostel                               | Místo         | Bohoslužba                 | Bohoslužba             | Poznámka                                                   |
| ---------- | ------------------------------------ | ------------- | -------------------------- | ---------------------- | ---------------------------------------------------------- |
|            | Kaple svaté Anny                     | Borová Lada   | neslouží se pravidelně     | neslouží se pravidelně | obecní kaple                                               |
|            | Kaple Panny Marie (svatého Michaela) | Bučina        | neslouží se pravidelně     | neslouží se pravidelně | kaple                                                      |
|            | Kaple                                | Horská Kvilda | neslouží se pravidelně     | neslouží se pravidelně | kaple                                                      |
|            | Kaple Panny Marie Lurdské            | Hrabice       | pondělí 1× za 14 dní       | 15.15                  | kaple                                                      |
|            | Kaple Povýšení svatého Kříže         | Klášterec     | neslouží se pravidelně     | neslouží se pravidelně | kaple                                                      |
|            | Kostel svatého Jana Křtitele         | Knížecí Pláně | nelze sloužit              | nelze sloužit          | zbořený kostel farnosti Knížecí Pláně                      |
|            | Kostel Povýšení svatého Kříže        | Korkusova Huť | neslouží se pravidelně     | neslouží se pravidelně | filiální kostel bývalý farní kostel farnosti Korkusova Huť |
|            | Kaple Nejsvětější Trojice            | Korkusova Huť | neslouží se                | neslouží se            | kaple z roku 1788                                          |
|            | Kostel svatého Štěpána               | Kvilda        | sobota                     | 18.00 (letní čas)      | filiální kostel bývalý farní kostel farnosti Kvilda        |
|            | Kostel Nejsvětějšího Srdce Ježíšova  | Nové Hutě     | neslouží se pravidelně     | neslouží se pravidelně | filiální kostel bývalý farní kostel farnosti Nové Hutě     |
|            | Kostel svatého Martina               | Nový Svět     | nelze sloužit              | nelze sloužit          | zbořený kostel farnosti Nový Svět                          |
|            | Kaple                                | Pravětín      | neslouží se pravidelně     | neslouží se pravidelně | obecní kaple                                               |
|            | Oratorium                            | Pravětín      | pátek                      | 10.30                  | v domově klidného stáří                                    |
|            | Kaple svaté Anny                     | Šindlov       | neslouží se pravidelně     | neslouží se pravidelně | kaple                                                      |
|            | Kostel Navštívení Panny Marie        | Vimperk       | neděle pondělí úterý pátek | 8.15 8.00 18.00        | farní kostel                                               |
|            | Kostel Nejsvětějšího Srdce Ježíšova  | Vimperk       | neslouží se pravidelně     | neslouží se pravidelně | filiální kostel                                            |
|            | Kostel svatého Bartoloměje           | Vimperk       | neslouží se pravidelně     | neslouží se pravidelně | filiální kostel                                            |
|            | Oratorium                            | Vimperk       | středa 1× za měsíc         | 14.30                  | LDN v nemocnici                                            |